# Riksförbundet Visan i Sverige
Riksförbundet Visan i Sverige (ViS)  bildades 2005 (första årsmötet 2006) och är en partipolitiskt och religiöst obunden ideell riksorganisation öppen för alla ideella föreningar och verksamheter som arbetar med visa och/eller singer/songwriter. Från och med 2021 kan man även bli direktansluten medlem i ViS utan att vara medlem i en visförening.  
Sedan 2007 delar Riksförbundet ut en utmärkelse, Svenska Vispriset.

## Priser
- Svenska Vispriset